# Germaine Tailleferre

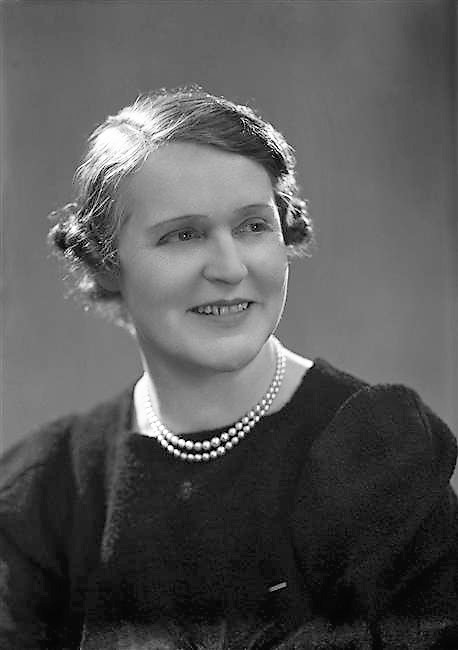
Germaine Tailleferre. Foto de estudio.

Germaine Tailleferre (Saint-Maur-des-Fossés, Val-de-Marne, 19 de abril de 1892 - París, 7 de noviembre de 1983) fue una compositora francesa.
«Una Marie Laurencin para el oído», decía Jean Cocteau de Germaine Tailleferre, la única mujer del célebre Groupe des Six (junto con Georges Auric, Louis Durey, Arthur Honegger, Darius Milhaud y Francis Poulenc). Esta expresión pretendía establecer una correspondencia entre las acuarelas decorativas de Laurencin y la música de Tailleferre, pero no era muy apropiada. Ingenuidad, frescura, feminidad, son cualidades que se asocian con Tailleferre desde su llegada al Groupe des Six; pero siguiendo con el juego de las comparaciones, debería asociarse la música de Tailleferrer con la fauvista Sonia Delaunay más que con la dulce Laurencin, ya que en una parte de su obra se encuentra auténtico vigor, a veces teñido, a pesar de unas armonías de gran sensualidad, de una inesperada austeridad.
Durante mucho tiempo se consideró que la obra de Tailleferre se reducía a una serie de obras para piano, compuestas en el periodo de entreguerras, y que su carrera de compositora se acababa en la Segunda Guerra Mundial. Así se ignoraba u olvidaba que, además de esas pequeñas piezas, compuso mucho más: obras de cámara, dos conciertos para piano, tres estudios para piano y orquesta, un concierto para violín, su destacado Concerto grosso pour deux pianos, huit voix solistes, quatuor de saxophones et orchestre, cuatro ballets, cuatro óperas, dos operetas, muchas «mélodies», y eso sin contar las numerosas obras para  conjuntos de cámara o grandes orquestas como el espléndido Concerto pour deux guitares et orchestre, recientemente recobrado y grabado en 2004 en Alemania por Chris Bilobram y Christina Altmann. La mayoría de sus obras mayores fueron escritas entre 1945 y su muerte en 1983. Hasta hace muy poco gran parte de su obra permanecía inédita y solo recientemente se ha podido conocer ampliamente y se ha comenzado a situar a la autora en el lugar que se merece.

## Biografía
Germaine Tailleferre nació el 19 de abril de 1892 en Saint-Maur-des-Fossés, suburbio parisino, bajo el nombre de Marcelle Taillefesse.
Su madre, Marie-Désirée Taillefesse, fue obligada por su padre a romper un compromiso para casarse con el joven Arthur Taillefesse, que la había escogido por la simple razón de que tenían el mismo apellido. Este matrimonio de conveniencia fue muy desdichado y la única alegría de Marie-Désirée fueron sus hijos.
La joven Germaine se inició al piano con su madre y comenzó desde muy joven a componer pequeñas obras. A pesar de la oposición de su padre, en 1904 entró en el Conservatorio de París, bajo la dirección de Eva Sautereau-Meyer, en las clase de piano y de solfeo. Como pianista prodigio, con una memoria asombrosa, comenzó ganando un primer premio de solfeo. Este éxito disminuyó la oposición de su padre que le autorizó a continuar sus estudios, eso si, sin garantizarle su financiación. Una cierta toma de conciencia de sí misma, así como un pequeño deseo de venganza, le hicieron cambiar el doblemente arriesgado apellido de Taillefesse a Tailleferre.
En 1913, Tailleferre conoció a Darius Milhaud, Georges Auric y Arthur Honegger en el Conservatorio, en la clase de contrapunto de Georges Caussade. Comenzó a frecuentar el medio artístico de Montmartre y también el de Montparnasse. Conoció a Guillaume Apollinaire, Marie Laurencin, Paul Fort, Fernand Léger y al escultor Emmanuel Centore, que más tarde se casó con Jeanne, su hermana. En 1913 ganó en el Conservatorio el primer premio de Contrapunto y Armonía y, en 1915, también el primer premio de Fuga.
Su círculo de amigos se ensanchó. En 1917, conoció a Picasso y a Modigliani, y en el taller de uno de ellos tuvo lugar el 15 de enero de 1918 el primer concierto de los «Nouveaux Jeunes», concierto en el que tomaron parte Francis Poulenc y Louis Durey. En el programa, dos de sus obras: Jeux de plein air y la Sonatine pour quatuor à cordes (que más adelante será el Quatuor à cordes, con el añadido de un tercer movimiento).
Se debe al crítico musical Henri Collet la invención del nombre Les Six, en recuerdo del Grupo de los cinco rusos. Dos artículos publicados en 1920 en el diario «Comœdia», fueron el origen de la denominación desde ese momento del célebre grupo de Les Six. Aunque las actividades del grupo fueron muy pocas, sus integrantes fueron amigos hasta el final de sus días. El rumor de que Durey provocó el fin del grupo por su negativa a participar en la obra Les Mariés de la Tour Eiffel no es cierto. La obra debía originalmente ser escrita solamente por Auric, que, al tener poco tiempo y no poder acabar el encargo, recurrió a sus amigos para repartir la tarea. Como Durey no estaba en ese momento en París, no participó en el proyecto. El espíritu de los Six sobrevivió a sus miembros de tal modo que, aún veinte años después de la muerte del último de ellos, sus hijos y amigos continuaron frecuentándose.
La Première Sonate pour violon et piano de Tailleferre fue escrita para Jacques Thibaud, célebre violinista del que llegó a ser buena amiga. La estrenó en París en 1922, acompañado por Alfred Cortot. En 1923 tuvo gran éxito su ballet Le Marchand d'oiseaux con los Ballets Suecos (su mayor éxito, ya que fue programado más de trescientas veces durante tres temporadas y cuya obertura fue reestrenada por Serge Diaghilev para los entreactos de los Ballets Rusos). La Princesa Edmond de Polignac le encargó un Concerto pour piano en el mismo estilo neoclásico del ballet Le Marchand d'oiseaux, que fue estrenado con gran éxito por Alfred Cortot. La influencia neoclásica de Stravinski se compaginó con las de Fauré y Ravel, y fue perceptible en su obra hasta finales de la década de 1920.
Por esta época, Tailleferre comenzó a pasar mucho tiempo con Maurice Ravel en la casa que éste tenía en Montfort-l'Amaury. Se habían conocido en San Juan de Luz cerca de Biarritz entre 1919 y 1920. Ravel promovía las obras de Tailleferre y la animó a preparar el concurso del Prix de Rome. La relación entre Tailleferre y Ravel fue simplemente artística, ya que Ravel se interesaba por los jóvenes compositores y les daba consejos, tanto de escritura como de orquestación. Estas visitas, habitualmente seguidas de largos paseos alrededor de Montfort, terminaban siempre con largas y exhaustas horas al piano. Acabaron misteriosamente en 1930, y Tailleferre no volvió a ver a Ravel, rehuyendo siempre, incluso ante sus íntimos, dar una explicación.
En 1926, Tailleferre se casó con el caricaturista americano Ralph Barton y se instaló en Manhattan. Se unió al círculo de amigos de su marido y conoció a Charles Chaplin. Durante este periodo compuso su Concertino pour harpe, que dedicó a su marido, pero Barton no estaba a gusto a la sombra del éxito de su mujer, y para ella no fue fácil componer durante este periodo. En 1927, y a petición de Barton, la pareja regresó a Francia. Tailleferre recibió el encargo de Paul Claudel de componer una música para su oda en honor del científico Marcellin Berthelot, llamada Sous le rempart d'Athènes (La partitura original de esta obra ha desaparecido, pero el compositor Paul Wehage ha hecho una reconstrucción). Tailleferre completó también el ballet La Nouvelle Cythère, programado para la temporada de 1929 de los Ballets Rusos y que fue anulado por la temprana muerte de Diaghilev. Durante muchos años se creyó perdida la obra, pero la versión para dos pianos ha sido ahora publicada. Una orquestación para orquesta sinfónica y otra para orquesta d'harmonie han sido realizadas por el especialista en Tailleferre, Paul Wehage. 
En 1929 fracasó su matrimonio con Ralph Barton, que se suicidó algunos meses después de su regreso a América. Sus Six chansons françaises son, sin duda, una reacción a su divorcio. Utilizó textos de los siglos XV al XVIII que hablan de la condición femenina y cada pieza está dedicada a una de sus amigas: son uno de los raros ejemplos de feminismo en la obra de Tailleferre.
Durante el año 1931, el principal proyecto de Tailleferre fue su opera cómica Zoulaina (que no fue jamás montada y de la que no existe más que un manuscrito, y la famosa Obertura, que es una de las obras más tocadas de Tailleferre). El 4 de junio de 1931 nació en Boulogne, su única hija, Françoise. Un año más tarde, en 1932, se casó con el reputado jurista francés Jean Lageat, padre de su hija. Una vez más, el matrimonio representó un obstáculo en su carrera de compositora, ya que su nuevo marido no la apoyó más que el anterior. A pesar de ello, Tailleferre permaneció muy activa, componiendo la Suite pour orchestre de chambre, el Divertissement dans le style de Louis XV, el Concerto pour violon —que ha sido perdido en su forma original (la Deuxième Sonate pour violon et piano es una reducción de concierto, sin la cadencia)— así como su obra maestra, el Concerto grosso pour deux pianos, quatuor de saxophones, huit voix solistes et orchestre (1934). Inició también una larga serie de composiciones para películas. En 1937, colaboró con Paul Valéry en su Cantate du Narcisse para soprano, barítono, coro de mujeres y cuerdas.

A principios de 1942, Tailleferre completó sus Trois Études pour piano et orchestre dedicados a Marguerite Long. La ocupación alemana le llevó a emprender, con su hermana, la travesía hacia los Estados Unidos; llegaron a España, después a Portugal, y desde ahí embarcaron. Pasaron los años de guerra en Filadelfia. Compuso poco durante este periodo, ocupándose sobre todo de su hija, pero tuvo tiempo para escribir un Ave María para voces de mujeres a cappella estrenado en el «Swarthmore College», que se ha perdido.

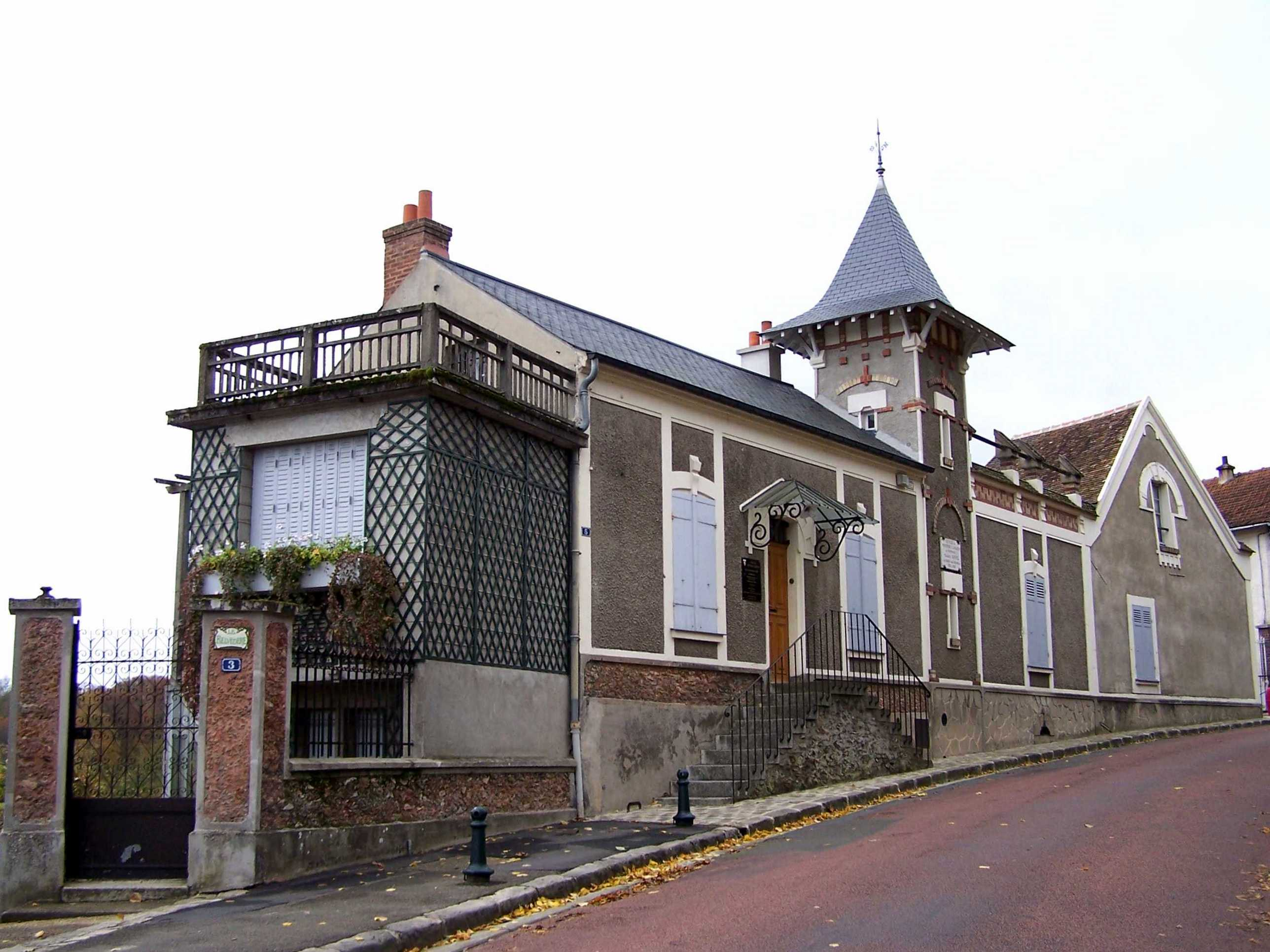
La casa de Ravel en Montfort-l’Amaury.

Tailleferre volvió a Francia en 1946 y se reinstaló en Grasse, cerca de Niza. Su relación con Lageat se fue deteriorando, pero la pareja siguió casada. Su primera obra importante desde su regreso fue el ballet Paris-Magie —estrenado en el Opéra-Comique en 1949—, seguido de Il était un petit navire, sobre un libreto de Henri Jeanson. Esta obra fue, salvo alguna excepción, muy mal recibida por los críticos; permaneció poco en cartel y nunca fue editada. En esta época compuso su Second Concerto pour piano —que se perdió—, su famosa Sonate pour harpe, el Concertino pour flûte, piano et orchestre, la comedia musical Parfums —escrita en 1951 para Montecarlo y que también se perdió— y el ballet Parisiana, que fue estrenado en Copenhague en 1953.
En 1955, finalmente Lageat y Tailleferre se divorciaron y su hija Françoise le dio una nieta, Elvire. Ese mismo año, Tailleferre escribió una serie de cinco pequeñas óperas cómicas Du style galant au style méchant para Radio France. Los años siguientes compuso el Concerto des vaines paroles, con texto de Jean Tardieu (que se perdió, salvo el primer movimiento Allegro concertant). En 1957, en un breve periodo de experimentación con el dodecafonismo, compuso su ópera La Petite sirène, la Sonate pour clarinette solo y la Toccata pour deux pianos, dedicada al dúo Gold y Fitzdale. Esta etapa finalizó con la ópera Le Maître, con libreto basado en una pieza de Eugène Ionesco.
Durante los años 1960 siguió componiendo mucha música para películas, así como un Concerto pour deux guitares, un Hommage à Rameau para dos pianos y dos percusionistas. Con Bernard Lefort —barítono que llegó a ser director de la Opera de París—, formó un dúo con el que hizo giras por toda Europa. El mismo Lefort fue, hasta la muerte de Tailleferre, uno de sus amigos más fieles. En 1970 fue profesora en la Schola Cantorum pero debió renunciar a causa de la ausencia de alumnos. Conoció entonces al director de orquesta de «Gardiens de la Paix» Désiré Dondeyne, que la animó a escribir armonía para orquesta y le ayudó a concretar algunos proyectos.
A los 84 años, aceptó ser acompañante para niños en la «École alsacienne», una de las más célebres escuelas privadas de París. Este puesto le aportó un pequeño complemento al retiro, y le permitió acabar una última serie de obras, como la Sonate pour deux pianos, la Sérénade en la mineur para cuatro vientos y piano (o clavecín), el Allegro concertant "les Vaines paroles" y la Sonate champêtre, para tres vientos y piano. Su última obra importante fue un encargo del Ministerio de Cultura. Fue ya una compositora de 89 años la que escribió el Concerto de la fidelité para voces agudas y orquesta —la reescritura parte de una obra anterior, que será orquestada por Désiré Dondeyne—. Tailleferre compuso hasta sus últimos días, y murió el 7 de noviembre de 1983 en París. Fue enterrada en el cementerio comunal de Quincy-Voisins cerca de Meaux. 
Se le han dedicado dos calles: en 1987, una en Arcueil y en noviembre de 2003 otra en Quincy-Voisins.

## Catalógo de obras
Los seis catálogos de obras de Tailleferre editados actualmente no concuerdan ni en número, ni en títulos. El catálogo incluido en el libro Germaine Tailleferre: la Dame des Six de Georges Hacquard (L'Harmattan, 1997) recoge incluso obras cuyo título no fue puesto por la compositora. La lista que sigue utiliza tres fuentes principales:
1. El catálogo de obras depositadas en la Sacem por la compositora misma, con el catálogo informatizado y el viejo catálogo en papel;
2. Obras en que la identificación es fácil: por ejemplo las obras editadas, las músicas de película, de televisión y de radiodifusión, que son fácilmente verificables en los archivos de la INA o de la Biblioteca NAcional de Francia (BNF) ;
3. El catálogo A Centenary Appraisal del musicólogo Robert Orledge (Muziek & Wetenshap, 1992), con una descripción completa y rigurosa de todos los manuscritos que él examinó: su localización, número de páginas, formato, etc.

Es muy probable que existan más obras, pero será necesario que se aporte la prueba de su existencia real antes de agregarlas a esta lista.
| Año     | Obra | Tipo de obra                          |
| ------- | --- | ------------------------------------- |
| 1909    | Impromptu pour piano. | Música solista (piano)                |
| 1910    | Premières Prouessses, para piano a cuatro manos. | Música solista (piano) (cuatro manos) |
| 1910    | Morceau de lecture, para arpa. | Música solista (arpa)                 |
| 1912    | Fantaisie sur un thème de G. Cassade, para quinteto con piano. | Música de cámara                      |
| 1913    | Romance pour piano. | Música solista (piano)                |
| 1913    | Berceuse, para violín y piano. | Música de cámara (violín y piano)     |
| 1913-17 | Le Petit Livre de harpe de Mme Tardieu. | Música solista (arpa)                 |
| 1917    | Jeux de plein air, para dos pianos o orquesta. | Música orquestal                      |
| 1917    | Calme et sans lenteur, para violín, violonchelo y piano. | Música de cámara                      |
| 1917-19 | Quatuor à cordes. | Música de cámara                      |
| 1918    | Image, para flauta, clavier, piano y cuerdas. | Música de cámara                      |
| 1918    | Image, para piano a cuatro manos. | Música solista (piano) (cuatro manos) |
| 1919    | Pastorale, para piano. | Música solista (piano)                |
| 1920    | Très Vite, para piano. | Música solista (piano)                |
| 1920    | Hommage à Debussy, para piano. | Música solista (piano)                |
| 1920    | Fandango, para dos pianos. | Música solista (piano) (dos)          |
| 1920    | Ballade, para piano y orquesta. | Música orquestal                      |
| 1920    | Morceau symphonique (de la obra «Ballade»), para piano y orquesta. | Música orquestal                      |
| 1921    | Les Mariés de la Tour Eiffel [Valse des dépêches and Quadrille] (J. Cocteau), obra colectiva de Les Six, para orquesta.                                                              | Ballet                                |
| 1921    | Première Sonate pour violon et piano. | Música de cámara (violín y piano)     |
| 1923    | Concerto no 1 pour piano et orchestre. | Música orquestal                      |
| 1923    | Le Marchand d'Oiseaux (H. Pérdriat) (París, Champs-Elysées, 25 de mayo de 1923) ballet para orquesta.                                                                                | Ballet                                |
| 1924    | Adagio, para violín y piano. | Música de cámara (violín y piano)     |
| 1925    | Mon Cousin de Cayenne, pour ensemble. | Música de cámara                      |
| 1925    | Berceuse du petit éléphant, para voz solista, coro y cors. | Música coral                          |
| 1925    | Ban'da, para coro y orquesta. | Música coral (orquesta)               |
| 1927    | Concertino pour harpe et orchestre. | Música orquestal                      |
| 1927    | Sous le rempart d'Athènes, para orquesta. | Música orquestal                      |
| 1928    | Deux Valses, para dos pianos. | Música solista (piano)                |
| 1928    | Nocturne, para dos barítonos y ensemble. | Música vocal                          |
| 1928    | Pastorale en la b, para piano. | Música solista (piano)                |
| 1928    | Sicilienne, para piano. | Música solista (piano)                |
| 1929    | Pastorale en ut, para piano. | Música solista (piano)                |
| 1929    | Pastorale inca, para piano. | Música solista (piano)                |
| 1929    | La Nouvelle Cythère, para dos pianos o orquesta. | Música orquestal                      |
| 1929    | Six Chansons françaises (textos de los siglos XV, XVII y XVIII), para voz y piano.                                                                                                   | Música vocal (piano)                  |
| 1929    | Vocalise-étude, para soprano y piano. | Música vocal (piano)                  |
| 1930    | Fleurs de France, para piano u orquesta de cuerdas. | Música orquestal                      |
| 1930    | Ouverture [orig. para Zoulaina], para orquesta (rev. 1932). | Música orquestal                      |
| 1931    | Zoulaïna, opera cómica (según un texto de Charles Hirsch) (no estrenada). | Ópera                                 |
| 1933    | Música del documental La croisière jaune (L. Poirier). | Música de documental                  |
| 1934    | Concerto pour deux pianos, chœur, saxophones et orchestre. | Música orquestal                      |
| 1934    | Largo, para violín y piano. | Música de cámara (violín y piano)     |
| 1934    | La Chasse à l'enfant, para voz y piano (según un texto de Jacques Prévert). | Música vocal (piano)                  |
| 1934    | La Chanson de l'éléphant, para voz y piano. | Música vocal (piano)                  |
| 1934    | Deux Sonnets de Lord Byron, para soprano y piano (según un texto de Lord Byron). | Música vocal (piano)                  |
| 1935    | Chanson de Firmin, para voz y piano (según un texto de Henri Jeanson). | Música vocal (piano)                  |
| 1935    | Divertissement dans le style Louis Quinze [from incid. music to Madame Quinze], para orquesta.                                                                                       | Música orquestal                      |
| 1935    | Música de la película Les Souliers (en colaboración con Devred). | Música de película                    |
| 1936    | Cadences pour le concerto pour piano no 22 de Mozart. | Música solista (piano)                |
| 1936    | Cadences pour le concerto no 15 pour piano de Haydn. | Música solista (piano)                |
| 1937    | Concerto pour violon et orchestre. | Música orquestal                      |
| 1937    | Le marin du Bolivar (H. Jeanson) (Paris Exhibition, 1937) | Ópera                                 |
| 1937    | Au pavillion d'Alsace, para piano. | Música solista (piano)                |
| 1937    | Música del documental Provincia (M. Cloche). | Música de documental                  |
| 1937    | Música de la película Symphonie graphique (M. Cloche). | Música de película                    |
| 1937    | Música del documental Sur les routes d'acier (B. Peskine). | Música de documental                  |
| 1937    | Música del documental Terre d'effort et de liberté (M. Cloche). | Música de documental                  |
| 1937    | Música de la película Ces dames aux chapeaux verts (M. Cloche). | Música de película                    |
| 1938    | Música de la película Le Petit Chose (Cloche). | Música de película                    |
| 1938    | Cantate de Narcisse, para barítono Martin, soprano, coro, cuerdas y tímpano. | Música coral                          |
| 1938    | Música del documental Le Jura ou Terre d’effort et de liberté (M. Cloche) | Música de documental                  |
| 1939    | Prélude et fugue, para órgano, con trompeta y trombón ad lib.. | Música de cámara                      |
| 1940    | Música del documental Bretagne (J. Epstein). | Música de película                    |
| 1941    | Música de la película Les Deux Timides (Y. Allégret). | Música de película                    |
| 1942    | Trois Études pour piano et orchestre. | Música orquestal                      |
| 1942    | Pastorale, para violín y piano. | Música de cámara (violín y piano)     |
| 1943    | Deux Danses du marin de Bolivar, para piano. | Música solista (piano)                |
| 1946    | Intermezzo, para flauta y piano. | Música de cámara (flauta y piano)     |
| 1946    | Intermezzo, para dos pianos. | Música solista (piano)                |
| 1946    | Música de la película Coïncidences (S. Debecque). | Música de película                    |
| 1946    | Música de la película Torrents (S. de Poligny) (collab. G. Auric). | Música de película                    |
| 1946    | Música para la obra radiofónica Les Confidences d'un microphone (M. Courmes), para piano.                                                                                            | Música radiofónica                    |
| 1948    | Paris-Magie, ballet para orquesta o dos pianos. | Ballet                                |
| 1949    | Paysages de France, suite para orquesta. | Música orquestal                      |
| 1949    | Quadrille, ballet para orquesta. | Ballet                                |
| 1949    | Paris sentimental, cicle de six mélodies para voz y piano (según un texto de Marthe Lacloche).                                                                                       | Música vocal (piano)                  |
| 1950    | Música del documental Ce siècle à 50 ans (N. Védrès). | Música de documental                  |
| 1950    | Música de la película Les Marchés du Sud. | Música de película                    |
| 1950    | Dolorès (opérette) (París, Opéra-Comique, 1950) | Ópera                                 |
| 1950    | Música del documental Impressions: Soleil levant (A. Daumant). | Música de documental                  |
| 1951    | Parfums (Hirsch and J. Bouchor) (Montecarlo, Opéra, 11 de abril de 1951), comédie musicale.                                                                                          | Ópera                                 |
| 1951    | Il était un petit navire, opéra comique (según un texto de Henri Jeanson) (París, Opéra-Comique, 9 de marzo de 1951).                                                                | Ópera                                 |
| 1951    | Concerto no 2 pour piano et orchestre. | Música orquestal                      |
| 1951(?) | Chant chinois, para piano. | Música solista (piano)                |
| 1951    | Deuxième Sonate pour violon et piano. | Música de cámara (violín y piano)     |
| 1951    | Il était un petit navire, suite para dos pianos. | Música solista (piano)                |
| 1951-54 | La Bohème éternelle, musique de théâtre. | Ópera                                 |
| 1952    | Sarabande de La Guirlande de Campra, para orquesta. | Música orquestal                      |
| 1952    | Concertino pour flûte, piano et orchestre à cordes. | Música orquestal                      |
| 1952    | Seule dans la forêt, para piano. | Música solista (piano)                |
| 1952    | Dans la clairière, para piano. | Música solista (piano)                |
| 1952    | Valse pour le funambule, para piano. | Música solista (piano)                |
| 1952    | La forêt enchantée, para piano. | Música solista (piano) (niños)        |
| 1952    | Sicilienne, para flauta y dos pianos. | Música de cámara                      |
| 1952    | Música para la obra radiofónica Conférence des animaux. | Música radiofónica                    |
| 1952    | Música de la película Le Roi de la Création (M. de Gastyne). | Música de película                    |
| 1952    | Música de la película Caroline au pays natal (M. de Gastyne). | Música de película                    |
| 1952    | Música de la película Caroline au palais (M. de Gastyne). | Música de película                    |
| 1952-55 | Neuf Chansons du folklore de France, para voz y piano/small ens (collab. Denise Centore)                                                                                             | Música vocal (piano)                  |
| 1953    | Música de la película Caroline fait du cinéma (M. de Gastyne). | Música de película                    |
| 1953    | Música de la película Cher vieux Paris (M. de Gastyne). | Música de película                    |
| 1953    | Música de la película Caroline du Sud (M. de Gastyne). | Música de película                    |
| 1953?   | Música de la película Entre deux guerres. | Música de película                    |
| 1953    | Música del documental Gavarni et son temps, musique d'émission télédiffusée. | Música de documental                  |
| 1953    | Parisiana (Laudes) (Copenhague Opera, 1953), ballet para orquesta. | Ballet                                |
| 1953    | Scènes de cirque, para piano. | Música solista (piano) (niños)        |
| 1953    | Sonate pour harpe. | Música solista (arpa)                 |
| 1954    | Fugue pour orchestre. | Música orquestal                      |
| 1954    | Charlie, valse para piano. | Música solista (piano)                |
| 1954    | Deux Pièces pour piano [ Larghetto, Valse lente]. | Música solista (piano)                |
| 1954    | L'Aigle des rues, suite para piano. | Música solista (piano)                |
| 1955    | Música para la obra radiofónica Ici la voix, para orquesta. | Música radiofónica                    |
| 1955    | Pages choisies d’hier et d’aujourd’hui, para piano. | Música solista (piano) (niños)        |
| 1955    | Du style galant au style méchant, quatre opéras de poche (Le Bel Ambitieux, La Fille d'opéra, Monsieur Petitpois achète un château, La Pauvre Eugénie) (Centore) (RTF, 28 Dec 1955). | Ópera                                 |
| 1955    | C'est facile à dire (A. Burgaud), para voz y piano. | Música vocal (piano)                  |
| 1955    | Déjeuner sur l'herbe, para voz y piano (según un texto de Claude Marcy). | Música vocal (piano)                  |
| 1955    | L'Enfant, para voz y piano (según un texto de Claude Marcy). | Música vocal (piano)                  |
| 1955    | Il avait une barbe noire, para voz y piano (según un texto de Claude Marcy). | Música vocal (piano)                  |
| 1955    | Une rouille à l'arsenic, para voz y piano (según un texto de Denise Centore). | Música vocal (piano)                  |
| 1955    | La Rue Chagrin (Centore), para voz y piano. | Música vocal (piano)                  |
| 1956    | Concerto des vaines paroles, para barítono, piano y orquesta (según un texto de Jean Tardieu).                                                                                       | Música orquestal                      |
| 1956    | Música de la película L'Homme, notre ami (M. de Gastyne). | Música de película                    |
| 1956    | Música de la película Le Travail fait par le patron (G. Roze). | Música de película                    |
| 1957    | Música de la película Les plus Beaux jours (M. de Gastyne). | Música de película                    |
| 1957    | Música de la película Tante Chinoise et les autres, musique de film pour flûte solo.                                                                                                 | Música de película                    |
| 1957    | Música de la película Robinson (M. de Gastyne) | Música de película                    |
| 1957    | Petite Suite pour orchestre. | Música orquestal                      |
| 1957    | La Petite Sirène, opéra (según un texto de Philippe Soupault sur H.C. Andersen) (RTF, 27 Dec 1960).                                                                                  | Ópera                                 |
| 1957    | Música para la obra radiofónica Adalbert. | Música radiofónica                    |
| 1957    | Música para la obra radiofónica Histoires secrètes. | Música radiofónica                    |
| 1957    | Toccata, para dos pianos. | Música solista (piano)                |
| 1957    | Partita, para piano. | Música solista (piano)                |
| 1957    | Sonate pour clarinette solo. | Música solista (clarinete)            |
| 1958    | Printemps musical, para piano. | Música solista (piano) (niños)        |
| 1959    | Música para la obra radiofónica Mémoires d'une bergère (P. Jullian) (RTF, 22 Dec 1959).                                                                                              | Música radiofónica                    |
| 1959    | Le Maître, opéra de chambre (según un texto de E. Ionesco) (RTF, 12 de julio de 1960).                                                                                               | Ópera                                 |
| 1960    | Música para la televisión Temps de pose. | Música para la televisión             |
| 1960    | Música del documental Les Requins sur nos côtes (Bollore). | Música de documental                  |
| 1960    | Música de la película La Rentrée des foins (G. Jarlot). | Música de película                    |
| 1961    | Música de la película Les Grandes Personnes (J. Valère). | Música de película                    |
| 1962    | Música para la televisión Au paradis avec les ânes, musique d'émission télédiffusée (según un texto de Francis Jammes).                                                              | Música para la televisión             |
| 1962    | Jardin d’enfants, II, para piano. | Música solista (piano) (niños)        |
| 1962    | Partita, para oboe, clarinete, basson y cuerdas. | Música orquestal                      |
| 1962    | Pancarte pour une porte d'entrée, ciclo de 12 mélodies, para voz y piano (según un texto de Robert Pinget).                                                                          | Música vocal (piano)                  |
| 1963    | L'Adieu du cavalier, in memoriam Francis Poulenc, para voz y piano (según un texto de G. Apollinaire).                                                                               | Música vocal (piano)                  |
| 1964    | Música para la televisión Sans Merveille (M. Mitrani). | Música para la televisión             |
| 1964    | Música para la televisión Évariste Gallois ou L'Éloge des mathématiques (A. Astruc).                                                                                                 | Música para la televisión             |
| 1964    | Hommage à Rameau, para dos pianos y cuatro percusionistas. | Música instrumental                   |
| 1964    | Sonata alla Scarlatti, para arpa. | Música solista (arpa)                 |
| 1964?   | Concerto pour deux guitares et orchestre. | Música orquestal                      |
| 1966    | Música para la televisión Anatole (Valère). | Música para la televisión             |
| 1969    | Angoisse, para orquesta de cámara (miniature pieces from TV film Anatole, 1966). | Música orquestal                      |
| 1969    | Amertume, para flauta, oboe, clarinete, cor, arpa y cuerdas (miniature pieces from TV film Anatole, 1966).                                                                           | Música orquestal                      |
| 1969    | Entonnement, para oboe, arpa, piano y cuerdas (miniature pieces from TV film Anatole, 1966).                                                                                         | Música orquestal                      |
| 1969    | Música para la televisión Jacasseries, para flauta, oboe, clarinete, violonchelo, arpa y cuerdas (miniature pieces from TV film Anatole, 1966).                                      | Música orquestal                      |
| 1970    | Música de la película Impressionnisme (para flauta, dos pianos y contrabajo). | Música de película                    |
| 1971    | Premier recital, para piano. | Música solista (piano) (niños)        |
| 1972    | Barbizon, para piano. | Música solista (piano)                |
| 1972    | Sonate champêtre, para oboe, clarinete, basson y piano. | Música de cámara                      |
| 1972    | Forlane, para flauta y piano. | Música de cámara (flauta y piano)     |
| 1973    | Sonatine, para violín y piano. | Música de cámara (violín y piano)     |
| 1973    | Arabesque, para clarinete y piano. | Música de cámara (clarinete y piano)  |
| 1973    | Choral pour trompette et piano. | Música de cámara (trompeta y piano)   |
| 1973    | Gaillarde, para trompeta y piano. | Música de cámara (trompeta y piano)   |
| 1973    | Rondo, para oboe y piano. | Música de cámara (oboe y piano)       |
| 1974-75 | Symphonietta, para trompeta, timpani y cuerdas. | Música orquestal                      |
| 1974    | Sonate pour deux pianos. | Música solista (piano)                |
| 1974-75 | Sonate pour piano à quatre mains. | Música solista (piano) (cuatro manos) |
| 1975    | Menuet, para oboe (clarinete o saxofón) y piano. | Música de cámara (violín y piano)     |
| 1975    | Allegretto, para tres clarinetes (o trompetas o saxofones) y piano. | Música de cámara                      |
| 1975    | Escarpolète, para piano. | Música solista (piano)                |
| 1975    | Singeries, para piano. | Música solista (piano)                |
| 1975    | Rondeau, para piano | Música solista (piano)                |
| 1975    | Música de la película Pièmont des Pyrenées françaises. | Música de película                    |
| 1975-78 | Trois Sonatines pour piano. | Música solista (piano)                |
| 1975-81 | Douze Enfantines, para piano. | Música solista (piano)                |
| 1976    | Choral et fugue pour orchestre d'harmonie (orquestación de Paul Wehage). | Música orquestal                      |
| 1976    | Marche pour orchestre d'harmonie (orquestación de Désiré Dondeyne). | Música orquestal                      |
| 1976-77 | Sérénade en la mineur, para cuatro vientos y piano o clavecín. | Música de cámara                      |
| 1977    | Ave Maria, para coro. | Música coral                          |
| 1977    | Aube, para soprano solo, coro y piano. | Música coral (piano)                  |
| 1977    | Trois Chansons de Jean Tardieu, para voz y piano (según un texto de Jean Tardieu).                                                                                                   | Música vocal (piano)                  |
| 1977    | Un Bateau en chocolat, para voz y piano (según un texto de Jean Tardieu). | Música vocal (piano)                  |
| 1977    | Suite divertimento, para piano ou orquesta d'harmonie. | Música orquestal                      |
| 1977    | Nocturne pour orgue. | Música solista (órgano)               |
| 1978    | Trio, para violín, violonchelo y piano. | Música de cámara                      |
| 1979    | Choral et deux variations, para vientos o quinteto de cobres. | Música de cámara                      |
| 1979    | Menuet en fa, para oboe, clarinete, basson y piano. | Música de cámara                      |
| 1979    | Sarabande, para dos instrumentos o piano. | Música de cámara                      |
| 1979    | Choral et variations, para dos pianos o orquesta. | Música orquestal                      |
| 1980    | Suite burlesque, para piano a cuatro manos. | Música solista (piano) (cuatro manos) |
| 1981    | Concerto de la fidelité, para soprano y orquesta. | Música orquestal                      |
| 1981    | Musique des jours heureux, para piano. | Música solista (piano) (niños)        |
| 1982    | Vingt Leçons de solfège, para voz y piano. | Música vocal (piano)                  |